# Chapelle Saint-Éloi de Réville
Pour les articles homonymes, voir Chapelle Saint-Éloi.
La chapelle Saint-Éloi est un édifice catholique qui se dresse sur le territoire de la commune française de Réville, dans le département de la Manche, en région Normandie.
La chapelle est inscrite aux monuments historiques.

## Localisation
La chapelle est située, rue Saint-Éloi, au nord-ouest de la commune de Réville, dans le département français de la Manche.

## Historique
La chapelle est datée de la seconde moitié du XIIe siècle. Elle aurait été bâtie à la même époque que l'église paroissiale.

## Description
La chapelle, dont l'enclos servait de cimetière, arbore un petit campanile, un porche roman et des modillons sculptés. Jusqu'en 1910 elle est restée couverte en chaume.

## Protection aux monuments historiques
la chapelle Saint-Éloi est inscrite au titre des monuments historiques par arrêté du 23 octobre 1997.